# Öregtorony

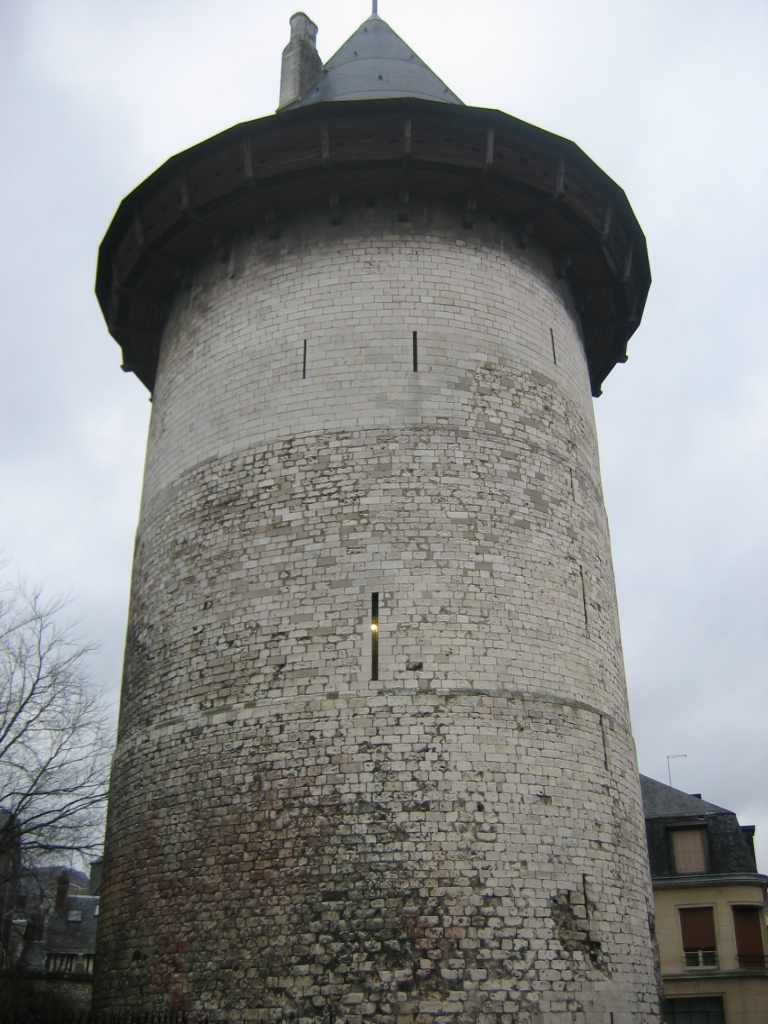
12. századi öregtorony (Rouen, Franciaország)

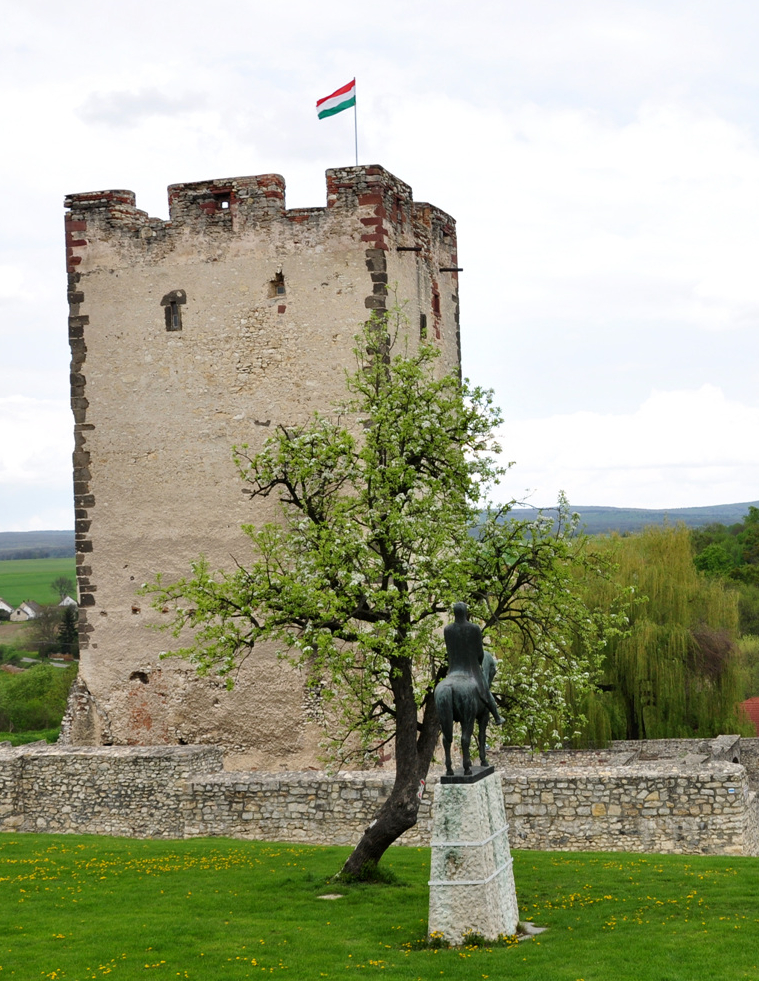
A öregtorony a nagyvázsonyi Kinizsi-várban, előtérben Szabó Iván szobrászművész 1964-ben Kinizsiről mintázott lovasszobra

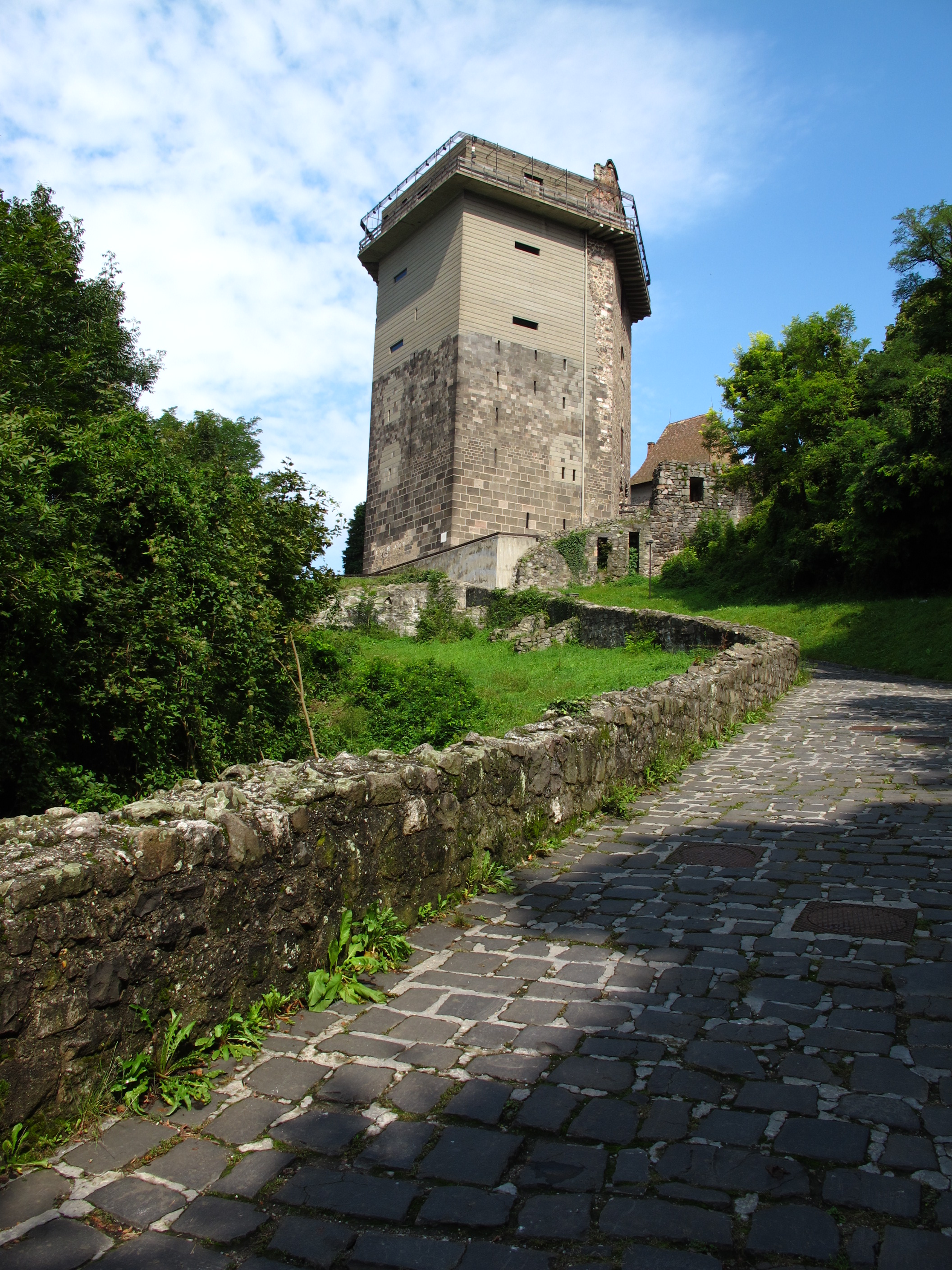
A visegrádi Salamon-torony az alsóvár lakótornya, a korszak magyarországi építészetében szinte egyedülálló épület

Az öregtorony (franciául donjon) a középkori várak jellegzetes épülete, tulajdonképpen a vár legbelső magva, amit úgy építettek, hogy még akkor is védhető legyen, amikor a vár többi részét már elfoglalta az ellenség. 
Magyarországon is ismert francia eredetű, de nemzetközileg használt elnevezése a donjon (ejtsd: donzson). Ebből ered az egyik angol neve, a dungeon, de később inkább a keep névvel illették; németül Bergfried; spanyolul torre del homenaje.
A magyar szakirodalomban gyakran lakótoronynak nevezik, mivel gyakran ez volt a vár urának lakóhelye. Nem azonos a középkorban számos európai nagyvárosban épült városi lakótornyokkal, amelyek egy-egy főúr családjának és kíséretének biztonságos lakóhelyei voltak.

## Története
Legelőször a normannok emeltek ilyen építményeket a 10–11. századi Normandiában. Jellemzően ezekben a nagy, vastag falú, jól védhető tornyokban volt a várúr birtokközpontja és szükség esetén menedékhelye. Az önálló vízellátás érdekében többnyire kút vagy forrás fölé építették. Ha nem lehetett kutat ásni, ciszternát építettek. A passzív védelem szép példájaként bejárata többnyire az első emeleten nyílt, és ahhoz felhúzható vagy könnyen lebontható palló vezetett föl.
Az öregtornyokat a 11–13. századi francia hadi építészet fejlesztette tökélyre; a Chateau Gaillard-i, coucyi, pierrefondsi várak öregtornyai a legjobb példái. E két utóbbi várban az öregtorony nem a vár legbelső részében van, hanem közvetlenül a bejárat mellett.
Általában a felsőbb szintjein volt a vár urának lakóhelye, az alsóbbakban raktárak, éléstárak. A tető alatt a védelem könnyebb szervezésére egy széles szabad tér volt, csorbázatos körítőfalakkal, lőrésekkel. Az emeletsorokat eleinte erős fafödémmel, később boltozattal választották el, a fegyvereket, élelmet stb. a torony közepén csigával húzták fel. Szinte mindegyik öregtoronyban volt nagyobb tanácskozásokra, illetve fogadásokra szolgáló, ún. nagyterem.
Gyakran előfordult, hogy egy önálló öregtorony néhány évtizeddel később már egy nagyobb vár központi épületévé vált, de a vár többi épületénél magasabb maradt. Szerkezeti különállását jellemzően ilyenkor is megőrizték, hogy ha az ellenség a vár többi részét el is foglalja, az öregtorony még védhető legyen. A melléképületekkel kiegészített, majd fallal kerített épületegyüttesek lettek a belsőtornyos várak. Az ezek részeként megmaradt öregtornyok ajtaja ritkán nyílt a várudvarra, akkor is csak (vész esetén könnyen lerombolható) lépcsőzetes feljárón lehetett megközelíteni. Az ajtó vagy ajtók rendszerint a falakra nyíltak, ls azoktól felvonóhidakkal elkülöníthetők maradtak. A falazatban alul szűk szellőzőlyukak voltak; szélesebb ablakok csak a lakásnak használható felsőbb emeletsorokról nyíltak.
A várépítés későbbi korszakaiban, amikor a várakat már nem az egykori, lakás céljára épített tornyok köré építették, az „öregtorony” elnevezés átháramlott a vár legerősebb, de a korábbi típusnál lényegesen kisebb területű és vékonyabb falú, csak védelemre épített tornyára — a magyar szakirodalom jellemző része csak ezt a típust nevei öregtoronynak, a korábbi típust pedig a mi beosztásunktól eltérő módon lakótoronynak. Az ilyen öregtorony felépítése, szerkezete is lényegesen egyszerűbb az előző típusénál, mivel nem a várúr és családja lakott benne, hanem csak az őrség.

## Öregtornyok Magyarországon
Ez az építménytípus Magyarországon viszonylag későn, a tatárjárás után jelent meg. Egyrészt mert IV. Béla feloldotta a magán kővárak építésének tilalmát, másrészt mert főuraink anyagi helyzete (részben éppen a király anyagi támogatásának köszönhetően) eddigre lehetővé tette, hogy kővárakat építhessenek. Történelmi források több, az ismert öregtornyokhoz hasonló felépítésű, de fából épült erődítményről is beszámolnak, ezek azonban nem maradtak fenn.
Viszonylag szabadon, a vártól függetlenül épült például a visegrádi Salamon-torony.
Alaprajza eleinte négyzetes volt; ilyenek maradványait ismerjük:
- Sümegen,
- Csobáncon,
- Regécen.

Főleg a Felvidéken és Erdélyben elterjedtek a kerek alaprajzú tornyok is. A terepet követően sokszög alapú tornyok maradtak fenn Visegrádon és Esztergomban.
A magyar várak közül további példák:
- A kőszegi vár öregtornya (Zwinger-bástya), a 11. században épült, mai formáját az Anjou-korban nyerte el
- A kőszegi Óház
- A Salgó-vár szépen helyreállított, négyzet alaprajzú öregtornya
- A simontornyai vár öregtornya
- A bácsi vár öregtornya
- A nagyvázsonyi Kinizsi-vár lakótornya
- Az esztergomi vár fehér tornya
- A visegrádi vár Salamon-tornya
- A kisvárdai vár öregtornya